# عزلة العارضة (إب)
عزلة العارضة هي إحدى عزل مديرية النادرة في محافظة إب اليمنية ويبلغ تعداد سكانها 1995 نسمة حسب التعداد السكاني في اليمن لعام 2004.